# Jón Daði Böðvarsson
Jón Daði Böðvarsson (Selfoss, 25 maggio 1992) è un calciatore islandese, centrocampista del Selfoss.

## Caratteristiche tecniche
Böðvarsson gioca come punta centrale ma può trovare la sua collocazione anche come ala su entrambe le fasce. Dotato di un buon atletismo, dimostra competenza nel dribbling inoltre dispone di una buona potenza di tiro, il suo piede forte è il destro ma se necessario è capace di insaccare la rete avvalendosi pure del mancino, oltre a fare uso anche del colpo di testa. Le sue abilità nelle rifiniture gli consentono, anche giocando in posizione avanzata, di essere un buon regista aggiuntivo.

## Carriera

### Club

#### Selfoss
Böðvarsson ha cominciato la carriera con la maglia del Selfoss. Ha dato il proprio contributo per la promozione del campionato 2009, potendo così debuttare nella massima divisione islandese in data 11 maggio 2010, nella sconfitta casalinga per 1-3 contro il Fylkir: nello stesso incontro, ha realizzato il primo gol nella Úrvalsdeild. A fine anno, la squadra è retrocessa. Böðvarsson è passato però in prestito ai danesi dell'Aarhus, prima di fare ritorno al Selfoss, aiutando i compagni a raggiungere una nuova promozione.

#### Viking
Il 30 novembre 2012, i norvegesi del Viking hanno annunciato l'accordo con il Selfoss per il trasferimento del giocatore, che sarebbe stato soggetto al superamento delle visite mediche. Il 7 dicembre, superati i test medici, il trasferimento è diventato ufficiale. Il 17 luglio 2015, i tedeschi del Kaiserslautern hanno annunciato d'aver ingaggiato il giocatore a partire dal 1º gennaio 2016, con l'islandese che si è legato al nuovo club per i successivi due anni e mezzo.

#### Kaiserslautern e Wolverhampton
Nel 2016 gioca nella seconda divisione tedesca con il Kaiserslautern dove Böðvarsson segna solo due gol, il primo nella sconfitta per 2-1 contro il Norimberga e poi un altro sconfiggendo per 2-0 il SV Sandhausen. Successivamente gioca nella Football League Championship, la seconda divisione inglese, militando nel Wolverhampton, segna il gol del 3-1 battendo il Birmingham, sigla una rete anche nel pareggio per 2-2 contro il Rotherham United, l'ultimo gol lo segna contro il Bristol City perdendo per 3-1.

#### Reading
Veste la maglia del Reading, nell'edizione 2017-2018 della Football League Championship segna un gol contro il Birmingham vincendo per 2-0, realizza una rete anche nella vittoria per 3-0 ai danni del Barnsley, riesce inoltre a segnare una doppietta nel successo per 3-1 contro il Burton Albion. Durante la FA Cup con la sua tripletta Böðvarsson permette alla propria squadra di battere per 3-0 lo Stevenage. Riesce a segnare sei gol nell'edizione successiva del campionato, il primo perdendo per 2-1 contro il Derby County, realizza una doppietta nel pareggio per 2-2 contro il Blackburn, con lo stesso risultato si conclude la partita contro il Brentford dove Böðvarsson  segna l'ultimo gol per la squadra.

#### Millwall
Böðvarsson continua a giocare nella seconda divisione inglese, questa volta militando nel Millwall, durante la EFL Cup segna una doppietta contro l'Oxford United pareggiando per 2-2 perdendo poi per 4-2 ai calci di rigore, Böðvarsson sbaglia calciando dal dischetto. Realizza il suo primo gol in una vittoria con il Millwall battendo per 2-0 il Reading. L'8 dicembre 2020 segna l'ultima rete per la squadra nel pareggio per 1-1 contro il QPR.

#### Bolton
Nel 2022 inizia a giocare nella terza divisione inglese con il Bolton, nel suo primi campionato realizza sette reti, la prima battendo per 4-0 l'AFC Wimbledon, segna il gol del 3-0 sconfiggendo il Gillingham, riesce a segnare la rete del 4-2 battendo il Fleetwood, sigla un gol contro il Wigan e il Morecambe pareggiando per 1-1 entrambi i match, segna inoltre una doppietta nel successo per 3-1 contro l'Accrington. Vince l'EFL Trophy, segna un gol nella partita vinta per 3-2 contro il Barrow inoltre è autore della rete del 1-0 sconfiggendo il Portsmouth. Il 2 dicembre 2023 segna una tripletta vincendo per 5-1 contro l'Harrogate Town nella FA Cup. Il 1 aprile 2024 segna i suoi ultimi gol per il Bolton realizzando una doppietta nella vittoria per 5-2 contro il Reading.

### Nazionale
Ha giocato nelle nazionali giovanili islandesi Under-19 ed Under-21.
Ha debuttato per l'Islanda il 14 novembre 2012, subentrando a Matthías Vilhjálmsson nella vittoria per 0-2 contro Andorra. Segna il suo primo gol con la nazionale il 9 settembre 2014 battendo per 3-0 la Turchia.
Viene convocato per gli Europei 2016 in Francia, mette a segno un solo gol all'Europeo il 22 giugno 2016 nella partita vinta dalla sua nazionale per 2-1 contro l'Austria, siglando il gol del momentaneo 1-0, inoltre grazie a Böðvarsson l'Islanda batte l'Inghilterra avendo fornito al suo compagno di squadra Kolbeinn Sigþórsson l'assist con cui quest'ultimo segna il gol del 2-1 conquistando l'impresa storica di arrivare per la prima volta ai quarti di finale del campionato continentale dove però l'Islanda perde per 5-2 contro la Francia.
Viene convocato anche per i Mondiali 2018 disputati in Russia. Il 12 gennaio 2022 segna la sua ultima rete con la nazionale, nel pareggio per 1-1 contro l'Uganda.

## Statistiche

### Presenze nei club
Statistiche aggiornate al 18 marzo 2023.
| Stagione        | Squadra         | Campionato      | Campionato | Campionato | Coppe nazionali | Coppe nazionali | Coppe nazionali | Coppe continentali | Coppe continentali | Coppe continentali | Altre coppe | Altre coppe | Altre coppe | Totale | Totale |
| Stagione        | Squadra         | Comp            | Pres       | Reti       | Comp            | Pres            | Reti            | Comp               | Pres               | Reti               | Comp        | Pres        | Reti        | Pres   | Reti   |
| --------------- | --------------- | --------------- | ---------- | ---------- | --------------- | --------------- | --------------- | ------------------ | ------------------ | ------------------ | ----------- | ----------- | ----------- | ------ | ------ |
| 2009            | Selfoss         | 1.DK            | 16         | 1          | BK              | 0               | 0               | -                  | -                  | -                  | -           | -           | -           | 16     | 1      |
| 2010            | Selfoss         | Ú               | 21         | 3          | BK              | 0               | 0               | -                  | -                  | -                  | -           | -           | -           | 21     | 3      |
| 2011            | Selfoss         | 1.DK            | 21         | 7          | BK              | 1               | 0               | -                  | -                  | -                  | -           | -           | -           | 22     | 7      |
| 2012            | Selfoss         | Ú               | 21         | 7          | BK              | 3               | 1               | -                  | -                  | -                  | -           | -           | -           | 24     | 8      |
| Totale Selfoss  | Totale Selfoss  | Totale Selfoss  | 79         | 18         |                 | 4               | 1               |                    | -                  | -                  |             | -           | -           | 83     | 19     |
| 2013            | Viking          | E               | 23         | 1          | CN              | 2               | 1               | -                  | -                  | -                  | -           | -           | -           | 25     | 2      |
| 2014            | Viking          | E               | 29         | 5          | CN              | 3               | 1               | -                  | -                  | -                  | -           | -           | -           | 32     | 6      |
| 2015            | Viking          | E               | 29         | 9          | CN              | 6               | 6               | -                  | -                  | -                  | -           | -           | -           | 35     | 15     |
| Totale Viking   | Totale Viking   | Totale Viking   | 81         | 15         |                 | 11              | 8               |                    | -                  | -                  |             | -           | -           | 92     | 23     |
| gen.-giu. 2016  | Kaiserslautern  | 2.BL            | 15         | 2          | CG              | 0               | 0               | -                  | -                  | -                  | -           | -           | -           | 15     | 2      |
| 2016-2017       | Wolverhampton   | FLC             | 42         | 3          | FACup+CdL       | 3+2             | 0+0             | -                  | -                  | -                  | -           | -           | -           | 47     | 3      |
| 2017-2018       | Reading         | FLC             | 33         | 7          | FACup+CdL       | 2+1             | 3+0             | -                  | -                  | -                  | -           | -           | -           | 36     | 10     |
| 2018-2019       | Reading         | FLC             | 20         | 6          | FACup+CdL       | 0+0             | 0+0             | -                  | -                  | -                  | -           | -           | -           | 20     | 6      |
| Totale Reading  | Totale Reading  | Totale Reading  | 53         | 13         |                 | 3               | 3               |                    | -                  | -                  |             | -           | -           | 56     | 16     |
| 2019-2020       | Millwall        | FLC             | 31         | 4          | FACup+CdL       | 2+2             | 0+3             | -                  | -                  | -                  | -           | -           | -           | 35     | 7      |
| 2020-2021       | Millwall        | FLC             | 38         | 1          | FACup+CdL       | 1+1             | 0+0             | -                  | -                  | -                  | -           | -           | -           | 40     | 1      |
| 2021-gen. 2022  | Millwall        | FLC             | 0          | 0          | FACup+CdL       | 0+1             | 0+0             | -                  | -                  | -                  | -           | -           | -           | 1      | 0      |
| Totale Millwall | Totale Millwall | Totale Millwall | 69         | 5          |                 | 7               | 3               |                    | -                  | -                  |             | -           | -           | 76     | 8      |
| gen.-giu. 2022  | Bolton          | FL1             | 21         | 7          | FACup+CdL       | 0+0             | 0+0             | -                  | -                  | -                  | -           | -           | -           | 21     | 7      |
| 2022-2023       | Bolton          | FL1             | 21         | 3          | FACup+CdL       | 1+1             | 1+1             | -                  | -                  | -                  | EFL         | 4           | 3           | 27     | 8      |
| Totale Bolton   | Totale Bolton   | Totale Bolton   | 42         | 10         |                 | 2               | 2               |                    | -                  | -                  |             | 4           | 3           | 48     | 15     |
| Totale carriera | Totale carriera | Totale carriera | 381        | 66         |                 | 32              | 17              |                    | -                  | -                  |             | 4           | 3           | 417    | 86     |

### Cronologia presenze e reti in nazionale
| Cronologia completa delle presenze e delle reti in nazionale ― Islanda | Cronologia completa delle presenze e delle reti in nazionale ― Islanda | Cronologia completa delle presenze e delle reti in nazionale ― Islanda | Cronologia completa delle presenze e delle reti in nazionale ― Islanda | Cronologia completa delle presenze e delle reti in nazionale ― Islanda | Cronologia completa delle presenze e delle reti in nazionale ― Islanda | Cronologia completa delle presenze e delle reti in nazionale ― Islanda | Cronologia completa delle presenze e delle reti in nazionale ― Islanda |
| Data                                                                   | Città                                                                  | In casa                                                                | Risultato                                                              | Ospiti                                                                 | Competizione                                                           | Reti                                                                   | Note                                                                   |
| ---------------------------------------------------------------------- | ---------------------------------------------------------------------- | ---------------------------------------------------------------------- | ---------------------------------------------------------------------- | ---------------------------------------------------------------------- | ---------------------------------------------------------------------- | ---------------------------------------------------------------------- | ---------------------------------------------------------------------- |
| 14-11-2012                                                             | Andorra la Vella                                                       | Andorra                                                                | 0 – 2                                                                  | Islanda                                                                | Amichevole                                                             | -                                                                      | 80’                                                                    |
| 21-1-2014                                                              | Abu Dhabi                                                              | Islanda                                                                | 0 – 2                                                                  | Svezia                                                                 | Amichevole                                                             | -                                                                      |                                                                        |
| 30-5-2014                                                              | Innsbruck                                                              | Austria                                                                | 1 – 1                                                                  | Islanda                                                                | Amichevole                                                             | -                                                                      | 61’                                                                    |
| 9-9-2014                                                               | Reykjavík                                                              | Islanda                                                                | 3 – 0                                                                  | Turchia                                                                | Qual. Euro 2016                                                        | 1                                                                      | 90+2’                                                                  |
| 10-10-2014                                                             | Riga                                                                   | Lettonia                                                               | 0 – 3                                                                  | Islanda                                                                | Qual. Euro 2016                                                        | -                                                                      | 77’                                                                    |
| 13-10-2014                                                             | Reykjavík                                                              | Islanda                                                                | 2 – 0                                                                  | Paesi Bassi                                                            | Qual. Euro 2016                                                        | -                                                                      | 89’                                                                    |
| 12-11-2014                                                             | Bruxelles                                                              | Belgio                                                                 | 3 – 1                                                                  | Islanda                                                                | Amichevole                                                             | -                                                                      | 74’                                                                    |
| 16-11-2014                                                             | Plzeň                                                                  | Rep. Ceca                                                              | 2 – 1                                                                  | Islanda                                                                | Qual. Euro 2016                                                        | -                                                                      |                                                                        |
| 16-1-2015                                                              | Orlando                                                                | Canada                                                                 | 1 – 2                                                                  | Islanda                                                                | Amichevole                                                             | -                                                                      | 72’                                                                    |
| 19-1-2015                                                              | Orlando                                                                | Canada                                                                 | 1 – 1                                                                  | Islanda                                                                | Amichevole                                                             | -                                                                      | 46’                                                                    |
| 28-3-2015                                                              | Astana                                                                 | Kazakistan                                                             | 0 – 3                                                                  | Islanda                                                                | Qual. Euro 2016                                                        | -                                                                      | 70’                                                                    |
| 31-3-2015                                                              | Tallinn                                                                | Estonia                                                                | 1 – 1                                                                  | Islanda                                                                | Amichevole                                                             | -                                                                      | 46’                                                                    |
| 12-6-2015                                                              | Reykjavík                                                              | Islanda                                                                | 2 – 1                                                                  | Rep. Ceca                                                              | Qual. Euro 2016                                                        | -                                                                      | 63’                                                                    |
| 3-9-2015                                                               | Amsterdam                                                              | Paesi Bassi                                                            | 0 – 1                                                                  | Islanda                                                                | Qual. Euro 2016                                                        | -                                                                      | 78’                                                                    |
| 6-9-2015                                                               | Reykjavík                                                              | Islanda                                                                | 0 – 0                                                                  | Kazakistan                                                             | Qual. Euro 2016                                                        | -                                                                      | 85’                                                                    |
| 13-10-2015                                                             | Konya                                                                  | Turchia                                                                | 1 – 0                                                                  | Islanda                                                                | Qual. Euro 2016                                                        | -                                                                      | 82’                                                                    |
| 13-11-2015                                                             | Varsavia                                                               | Polonia                                                                | 4 – 2                                                                  | Islanda                                                                | Amichevole                                                             | -                                                                      | 78’                                                                    |
| 17-11-2015                                                             | Žilina                                                                 | Slovacchia                                                             | 3 – 1                                                                  | Islanda                                                                | Amichevole                                                             | -                                                                      | 71’                                                                    |
| 24-3-2016                                                              | Herning                                                                | Danimarca                                                              | 2 – 1                                                                  | Islanda                                                                | Amichevole                                                             | -                                                                      | 72’ 90’                                                                |
| 29-3-2016                                                              | Il Pireo                                                               | Grecia                                                                 | 2 – 3                                                                  | Islanda                                                                | Amichevole                                                             | -                                                                      | 83’                                                                    |
| 1-6-2016                                                               | Oslo                                                                   | Norvegia                                                               | 3 – 2                                                                  | Islanda                                                                | Amichevole                                                             | -                                                                      | 46’                                                                    |
| 14-6-2016                                                              | Saint-Etienne                                                          | Portogallo                                                             | 1 – 1                                                                  | Islanda                                                                | Euro 2016 - 1º turno                                                   | -                                                                      |                                                                        |
| 18-6-2016                                                              | Marsiglia                                                              | Islanda                                                                | 1 – 1                                                                  | Ungheria                                                               | Euro 2016 - 1º turno                                                   | -                                                                      | 69’                                                                    |
| 22-6-2016                                                              | Saint-Denis                                                            | Islanda                                                                | 2 – 1                                                                  | Austria                                                                | Euro 2016 - 1º turno                                                   | 1                                                                      | 71’                                                                    |
| 27-6-2016                                                              | Nizza                                                                  | Inghilterra                                                            | 1 – 2                                                                  | Islanda                                                                | Euro 2016 - Ottavi di finale                                           | -                                                                      | 89’                                                                    |
| 3-7-2016                                                               | Saint-Denis                                                            | Francia                                                                | 5 – 2                                                                  | Islanda                                                                | Euro 2016 - Quarti di finale                                           | -                                                                      | 46’                                                                    |
| 5-9-2016                                                               | Kiev                                                                   | Ucraina                                                                | 1 – 1                                                                  | Islanda                                                                | Qual. Mondiali 2018                                                    | -                                                                      |                                                                        |
| 9-10-2016                                                              | Reykjavík                                                              | Islanda                                                                | 2 – 0                                                                  | Turchia                                                                | Qual. Mondiali 2018                                                    | -                                                                      | 62’                                                                    |
| 12-11-2016                                                             | Zagabria                                                               | Croazia                                                                | 2 – 0                                                                  | Islanda                                                                | Qual. Mondiali 2018                                                    | -                                                                      | 75’                                                                    |
| 15-11-2016                                                             | Ta' Qali                                                               | Malta                                                                  | 0 – 2                                                                  | Islanda                                                                | Amichevole                                                             | -                                                                      | 69’                                                                    |
| 24-3-2017                                                              | Mitrovica                                                              | Kosovo                                                                 | 1 – 2                                                                  | Islanda                                                                | Qual. Mondiali 2018                                                    | -                                                                      | 69’                                                                    |
| 28-3-2017                                                              | Dublino                                                                | Irlanda                                                                | 0 – 1                                                                  | Islanda                                                                | Amichevole                                                             | -                                                                      |                                                                        |
| 2-9-2017                                                               | Tampere                                                                | Finlandia                                                              | 1 – 0                                                                  | Islanda                                                                | Qual. Mondiali 2018                                                    | -                                                                      | 88’                                                                    |
| 5-9-2017                                                               | Reykjavík                                                              | Islanda                                                                | 2 – 0                                                                  | Ucraina                                                                | Qual. Mondiali 2018                                                    | -                                                                      | 67’                                                                    |
| 6-10-2017                                                              | Eskişehir                                                              | Turchia                                                                | 0 – 3                                                                  | Islanda                                                                | Qual. Mondiali 2018                                                    | -                                                                      |                                                                        |
| 9-10-2017                                                              | Reykjavík                                                              | Islanda                                                                | 2 – 0                                                                  | Kosovo                                                                 | Qual. Mondiali 2018                                                    | -                                                                      | 61’                                                                    |
| 2-6-2018                                                               | Reykjavík                                                              | Islanda                                                                | 2 – 3                                                                  | Norvegia                                                               | Amichevole                                                             | -                                                                      | 63’                                                                    |
| 7-6-2018                                                               | Reykjavík                                                              | Islanda                                                                | 2 – 2                                                                  | Ghana                                                                  | Amichevole                                                             | -                                                                      | 64’                                                                    |
| 22-6-2018                                                              | Volgograd                                                              | Nigeria                                                                | 2 – 0                                                                  | Islanda                                                                | Mondiali 2018 - 1º turno                                               | -                                                                      | 71’                                                                    |
| 8-9-2018                                                               | San Gallo                                                              | Svizzera                                                               | 6 – 0                                                                  | Islanda                                                                | UEFA Nations League 2018-2019 - 1º turno                               | -                                                                      |                                                                        |
| 11-9-2018                                                              | Reykjavík                                                              | Islanda                                                                | 0 – 3                                                                  | Belgio                                                                 | UEFA Nations League 2018-2019 - 1º turno                               | -                                                                      | 71’                                                                    |
| 11-6-2019                                                              | Reykjavík                                                              | Islanda                                                                | 2 – 1                                                                  | Turchia                                                                | Qual. Euro 2020                                                        | -                                                                      | 64’                                                                    |
| 7-9-2019                                                               | Reykjavík                                                              | Islanda                                                                | 3 – 0                                                                  | Moldavia                                                               | Qual. Euro 2020                                                        | 1                                                                      | 84’                                                                    |
| 10-9-2019                                                              | Elbasan                                                                | Albania                                                                | 4 – 2                                                                  | Islanda                                                                | Qual. Euro 2020                                                        | -                                                                      | 85’                                                                    |
| 11-10-2019                                                             | Reykjavík                                                              | Islanda                                                                | 0 – 1                                                                  | Francia                                                                | Qual. Euro 2020                                                        | -                                                                      | 15’                                                                    |
| 14-10-2019                                                             | Reykjavík                                                              | Islanda                                                                | 2 – 0                                                                  | Andorra                                                                | Qual. Euro 2020                                                        | -                                                                      | 64’                                                                    |
| 14-11-2019                                                             | Istanbul                                                               | Turchia                                                                | 0 – 0                                                                  | Islanda                                                                | Qual. Euro 2020                                                        | -                                                                      |                                                                        |
| 17-11-2019                                                             | Chișinău                                                               | Moldavia                                                               | 1 – 2                                                                  | Islanda                                                                | Qual. Euro 2020                                                        | -                                                                      |                                                                        |
| 5-9-2020                                                               | Reykjavík                                                              | Islanda                                                                | 0 – 1                                                                  | Inghilterra                                                            | UEFA Nations League 2020-2021 - 1º turno                               | -                                                                      |                                                                        |
| 8-9-2020                                                               | Bruxelles                                                              | Belgio                                                                 | 5 – 1                                                                  | Islanda                                                                | UEFA Nations League 2020-2021 - 1º turno                               | -                                                                      | 70’                                                                    |
| 11-10-2020                                                             | Reykjavík                                                              | Islanda                                                                | 0 – 3                                                                  | Danimarca                                                              | UEFA Nations League 2020-2021 - 1º turno                               | -                                                                      | 12’ 51’                                                                |
| 14-10-2020                                                             | Reykjavík                                                              | Islanda                                                                | 1 – 2                                                                  | Belgio                                                                 | UEFA Nations League 2020-2021 - 1º turno                               | -                                                                      | 69’                                                                    |
| 12-11-2020                                                             | Budapest                                                               | Ungheria                                                               | 2 – 1                                                                  | Islanda                                                                | Qual. Euro 2020                                                        | -                                                                      | 72’                                                                    |
| 15-11-2020                                                             | Copenaghen                                                             | Danimarca                                                              | 2 – 1                                                                  | Islanda                                                                | UEFA Nations League 2020-2021 - 1º turno                               | -                                                                      | 70’                                                                    |
| 18-11-2020                                                             | Londra                                                                 | Inghilterra                                                            | 4 – 0                                                                  | Islanda                                                                | UEFA Nations League 2020-2021 - 1º turno                               | -                                                                      | 73’                                                                    |
| 25-3-2021                                                              | Duisburg                                                               | Germania                                                               | 3 – 0                                                                  | Islanda                                                                | Qual. Mondiali 2022                                                    | -                                                                      | 89’                                                                    |
| 28-3-2021                                                              | Erevan                                                                 | Armenia                                                                | 2 – 0                                                                  | Islanda                                                                | Qual. Mondiali 2022                                                    | -                                                                      | 77’                                                                    |
| 29-5-2021                                                              | Arlington                                                              | Messico                                                                | 2 – 1                                                                  | Islanda                                                                | Amichevole                                                             | -                                                                      | 74’                                                                    |
| 4-6-2021                                                               | Tórshavn                                                               | Fær Øer                                                                | 0 – 1                                                                  | Islanda                                                                | Amichevole                                                             | -                                                                      | 62’                                                                    |
| 8-6-2021                                                               | Poznań                                                                 | Polonia                                                                | 2 – 2                                                                  | Islanda                                                                | Amichevole                                                             | -                                                                      | 84’                                                                    |
| 12-1-2022                                                              | Kadriye                                                                | Uganda                                                                 | 1 – 1                                                                  | Islanda                                                                | Amichevole                                                             | 1                                                                      | 59’                                                                    |
| 15-1-2022                                                              | Aksu                                                                   | Islanda                                                                | 1 – 5                                                                  | Corea del Sud                                                          | Amichevole                                                             | -                                                                      | 64’                                                                    |
| 26-3-2022                                                              | Murcia                                                                 | Finlandia                                                              | 1 – 1                                                                  | Islanda                                                                | Amichevole                                                             | -                                                                      | 70’                                                                    |
| 29-3-2022                                                              | La Coruña                                                              | Spagna                                                                 | 5 – 0                                                                  | Islanda                                                                | Amichevole                                                             | -                                                                      | 67’                                                                    |
| Totale                                                                 |                                                                        | Presenze                                                               | 64                                                                     |                                                                        | Reti                                                                   | 4                                                                      |                                                                        |

## Palmarès

### Club

#### Competizioni nazionali
- 1. deild karla: 1

Selfoss: 2009
- Football League Trophy: 1

Bolton: 2022-2023